# زاتشيبيليفكا (كاركيفسكا)
زاتشيبيليفكا (Зачепилівка) هي مدينة في مقاطعة كاركيفسكا في أوكرانيا.
يبلغ عدد سكانها حوالي 4201 نسمة.